# ジョークグッズ
ジョークグッズとは玩具の一種を意味する和製英語。
他人を面白がらせることや笑わせることを目的として使われる玩具のことであり、パーティーなどといった場で悪戯や変装をするために使用されている。
日本で売られている性具は、薬事法による規制を逃れようと、ジョークグッズとして使用されるために製造されているということになっており、ジョークグッズ以外の目的で使用して損害が発生してもメーカーは責任を負わないことになっている。

## 主なジョークグッズ
- グルーチョ眼鏡
- びっくり箱
- ブーブークッション
- 笑い袋
- パッチンガム

## ギャラリー

主なジョークグッズ
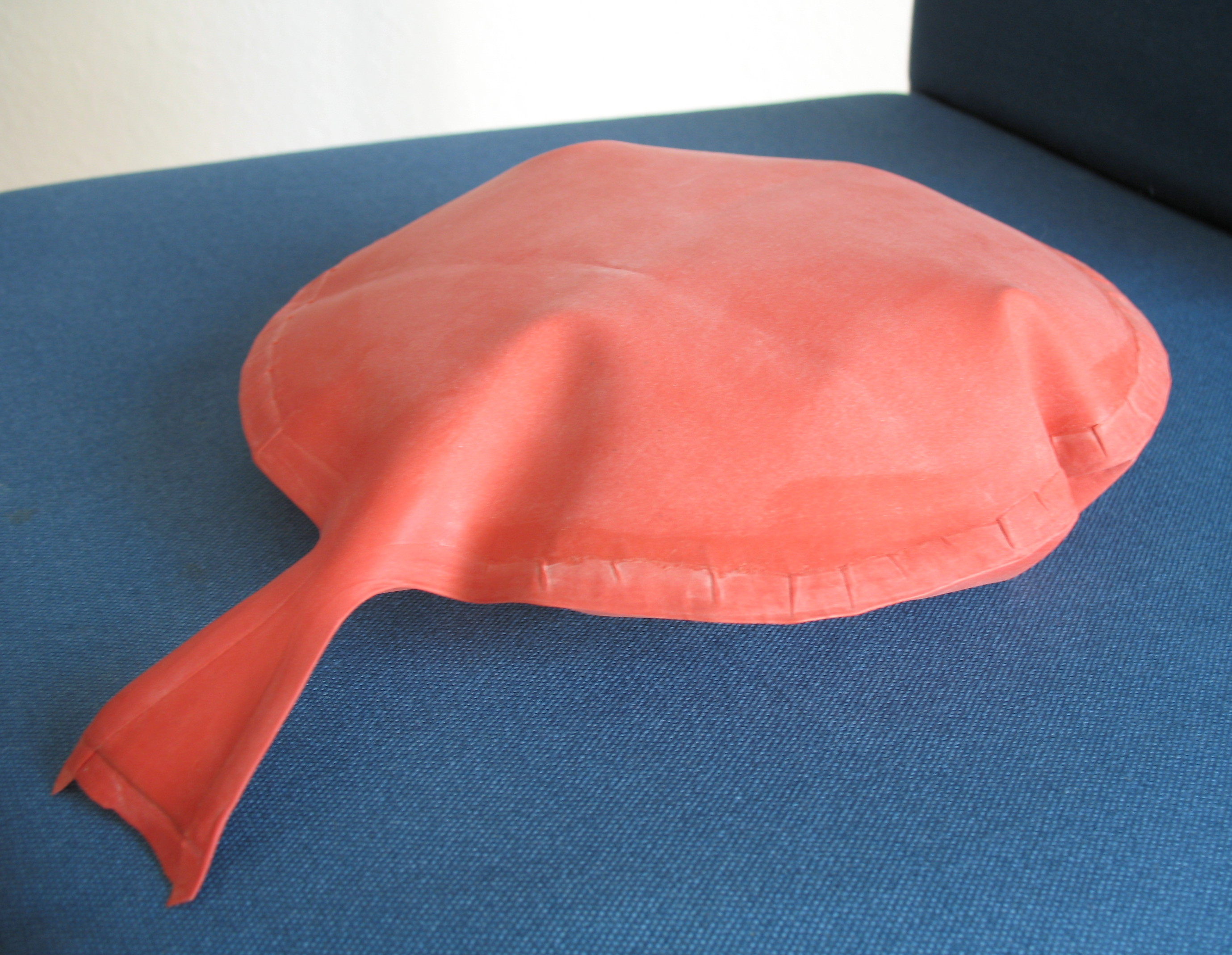
ブーブークッション
ダミーのウンコ
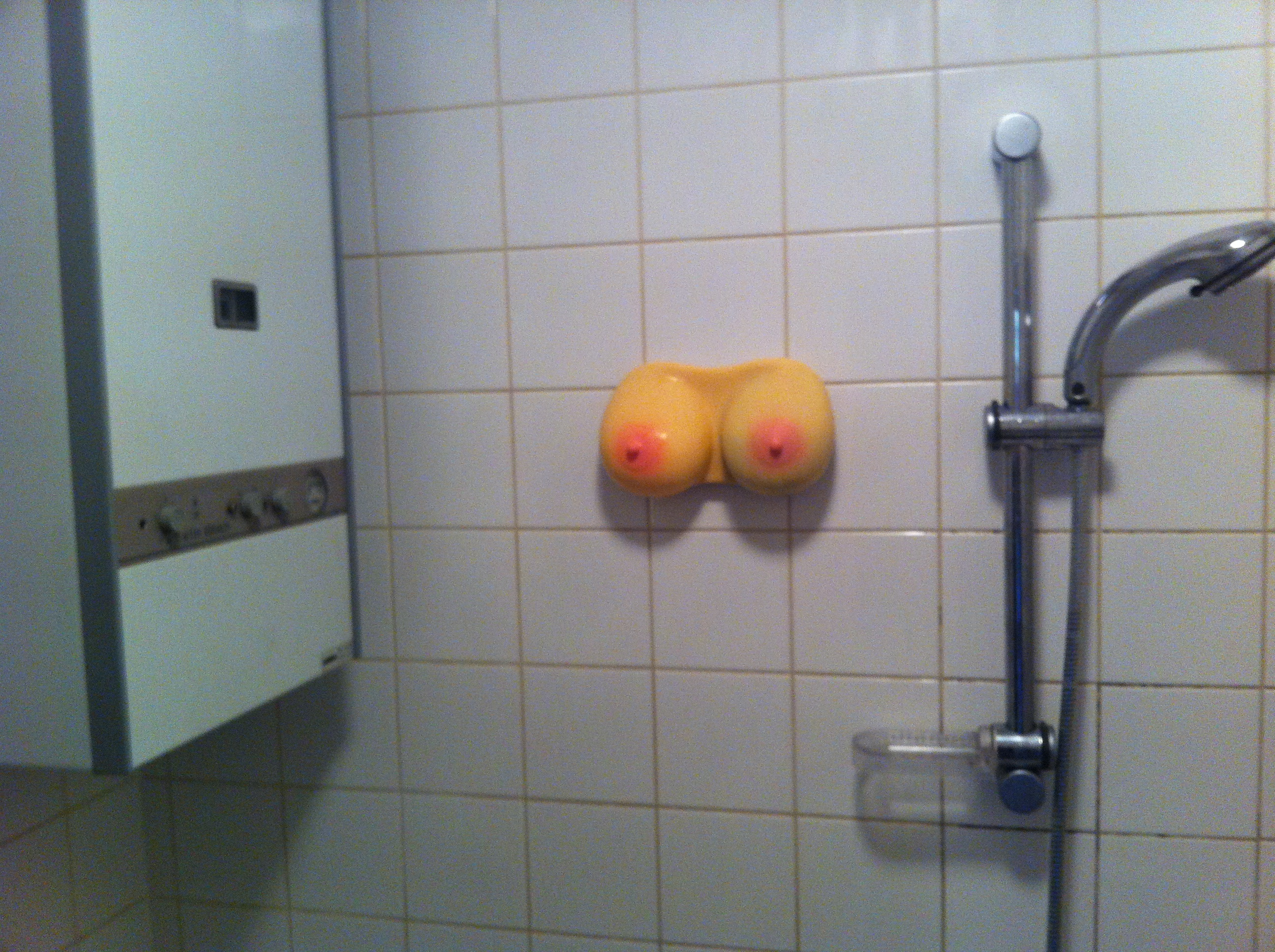
ダミーのオッパイ
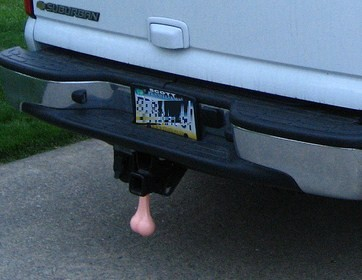
トラック・ナッツ
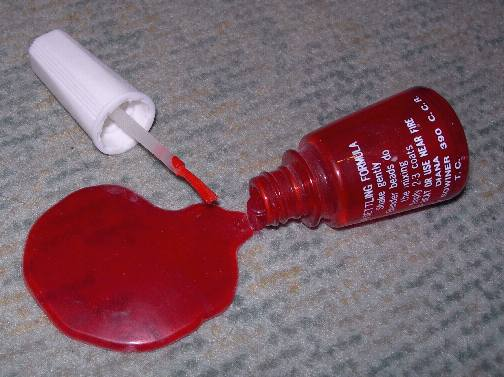
こぼしたマニキュア
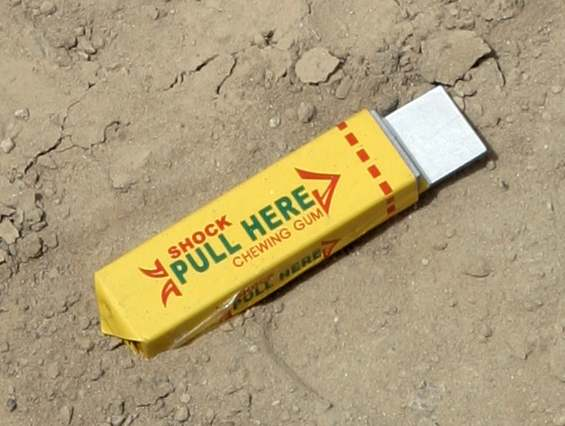
電気ショックガム
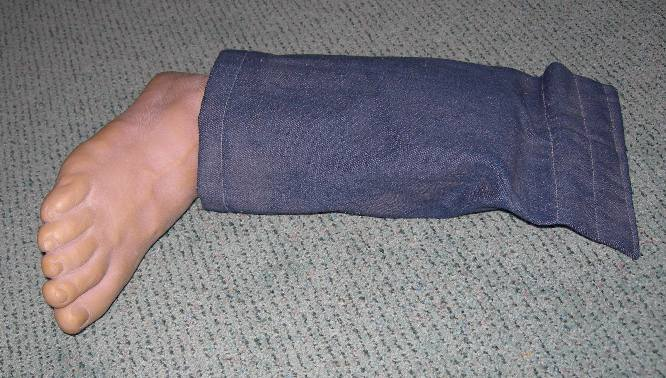
切断された脚（他に指などもあり）
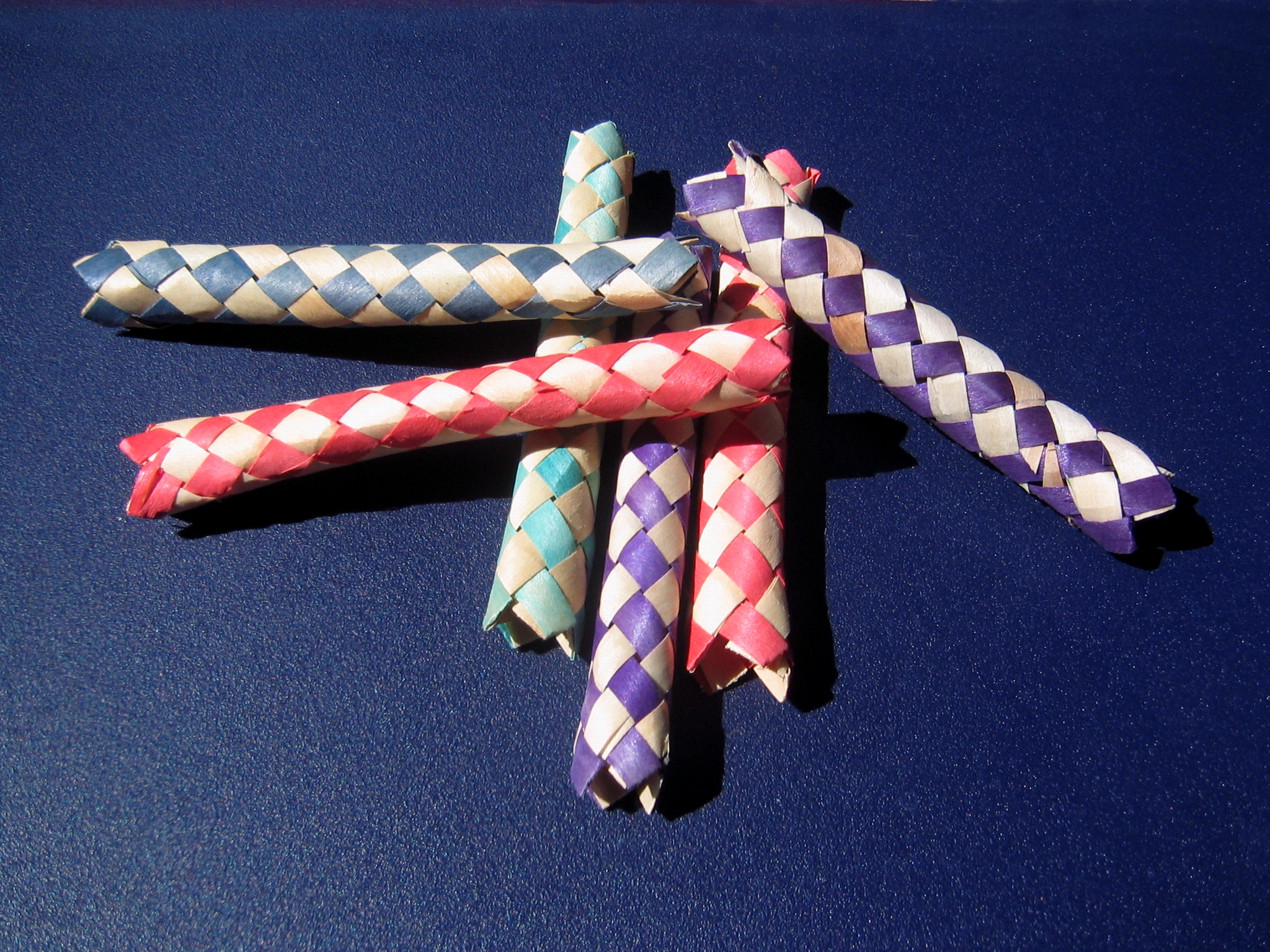
フィンガートラップ（英語版）。指ハブ（ハブグワァー）[1]。